# Bolesław van Falkenberg
Bolesław van Falkenberg bijgenaamd de Oudere (circa 1293 - 21 maart 1365) was van 1313 tot 1365 hertog van Falkenberg en van 1313 tot 1326 hertog van Welun. Hij behoorde tot de Silezische tak van het huis Piasten.

## Levensloop
Bolesław was de oudste zoon van hertog Bolko I van Opole en diens echtgenote Agnes, waarschijnlijk een dochter van markgraaf Otto III van Brandenburg. Om hem te onderscheiden van zijn jongere broer Bolko II, kreeg hij als bijnaam de Oudere.
Na de dood van zijn vader in 1313 erfde hij de hertogdommen Falkenberg en Welun. Ook oefende hij tot in 1323 het regentschap uit van zijn jongere broers Bolko II en Albrecht, die nog te jong waren om zelfstandig te regeren. Zijn politieke carrière was sterk verbonden met het huis Luxemburg, die de koningen van Bohemen leverden. Zijn alliantie met het Boheemse koninkrijk leidde tot een oorlog met koning Wladislaus de Korte van Polen. Deze oorlog zorgde ervoor dat Bolesław in 1326 het hertogdom Welun verloor.
Op 18 februari 1327 huldigde hij samen met de andere Silezische hertogen de Boheemse koning Jan de Blinde als leenheer van Silezië. In 1328 nam hij deel aan de kruistocht tegen het heidense grootvorstendom Litouwen om zijn verantwoordelijkheden te vervullen die hij als vazal van Bohemen had. Na de kruistocht volgde Bolesław zijn soeverein naar Praag, waar hij veel tijd spendeerde. Als dank voor zijn trouwe diensten mocht Bolesław in 1336 van de Boheemse koning de stad Prudnik en de omliggende dorpen kopen voor 2000 fijnen. In 1355 vergezelde Bolesław koning Karel IV naar Rome, waar die tot keizer van het Heilige Roomse Rijk werd gekroond.
Hij stierf in 1365 en werd bijgezet in de Sint-Annakapel in het franciscanenklooster van Opole.

## Huwelijk en nakomelingen
Op 29 november 1325 huwde Bolesław met Euphemia (1312-1384), dochter van hertog Hendrik VI van Silezië-Breslau. Ze kregen acht kinderen:
- Bolesław II (1326/1335-1368), hertog van Falkenberg
- Wenceslaus (1336/1346-1369), hertog van Falkenberg
- Margaretha (1340-1399), huwde in 1354 met landgraaf Ulrich II van Leuchtenberg
- Anna (1342/1344-1365), zuster in het Clarissenklooster van Breslau
- Hedwig (1345-1413), abdis in het Clarissenklooster van Breslau
- Hendrik I (1345-1382), hertog van Falkenberg
- Judith (1346-1378), huwde in 1359 met hertog Nicolaas II van Troppau
- Elisabeth (1347/1350-1366), zuster in het Clarissenklooster van Breslau